# Wolfgang Zimmerer
Wolfgang Zimmerer (Ohlstadt, 15 de noviembre de 1940) es un deportista alemán que compitió para la RFA en bobsleigh en las modalidades doble y cuádruple.
Participó en tres Juegos Olímpicos de Invierno entre los años 1968 y 1976, obteniendo cuatro medallas, oro y bronce en Sapporo 1972 y plata y bronce en Innsbruck 1976. Ganó nueve medallas en el Campeonato Mundial de Bobsleigh entre los años 1969 y 1975, y diez medallas en el Campeonato Europeo de Bobsleigh entre los años 1967 y 1976.
Es tío de las esquiadoras Maria Höfl-Riesch y Susanne Riesch.

## Palmarés internacional
| Juegos Olímpicos   | Juegos Olímpicos             | Juegos Olímpicos  | Juegos Olímpicos |
| Año                | Lugar                        | Medalla           | Prueba           |
| ------------------ | ---------------------------- | ----------------- | ---------------- |
| 1972               | Sapporo (Japón)              | Medalla de oro    | Doble            |
| 1972               | Sapporo (Japón)              | Medalla de bronce | Cuádruple        |
| 1976               | Innsbruck (Austria)          | Medalla de plata  | Doble            |
| 1976               | Innsbruck (Austria)          | Medalla de bronce | Cuádruple        |
| Campeonato Mundial |                              |                   |                  |
| Año                | Lugar                        | Medalla           | Prueba           |
| 1969               | Lake Placid (Estados Unidos) | Medalla de oro    | Cuádruple        |
| 1970               | Sankt Moritz (Suiza)         | Medalla de plata  | Doble            |
| 1970               | Sankt Moritz (Suiza)         | Medalla de plata  | Cuádruple        |
| 1971               | Cervinia (Italia)            | Medalla de bronce | Cuádruple        |
| 1973               | Lake Placid (Estados Unidos) | Medalla de oro    | Doble            |
| 1973               | Lake Placid (Estados Unidos) | Medalla de bronce | Cuádruple        |
| 1974               | Sankt Moritz (Suiza)         | Medalla de oro    | Doble            |
| 1974               | Sankt Moritz (Suiza)         | Medalla de oro    | Cuádruple        |
| 1975               | Cervinia (Italia)            | Medalla de plata  | Cuádruple        |
| Campeonato Europeo |                              |                   |                  |
| Año                | Lugar                        | Medalla           | Prueba           |
| 1967               | Igls (Austria)               | Medalla de bronce | Doble            |
| 1968               | Sankt Moritz (Suiza)         | Medalla de oro    | Doble            |
| 1970               | Cortina d'Ampezzo (Italia)   | Medalla de oro    | Cuádruple        |
| 1970               | Cortina d'Ampezzo (Italia)   | Medalla de bronce | Doble            |
| 1971               | Königssee (RFA)              | Medalla de plata  | Cuádruple        |
| 1971               | Königssee (RFA)              | Medalla de bronce | Doble            |
| 1972               | Sankt Moritz (Suiza)         | Medalla de oro    | Doble            |
| 1973               | Cervinia (Italia)            | Medalla de oro    | Doble            |
| 1973               | Cervinia (Italia)            | Medalla de oro    | Cuádruple        |
| 1976               | Sankt Moritz (Suiza)         | Medalla de plata  | Cuádruple        |